# Inferno (film, 2000)
Pour les articles homonymes, voir Inferno.
Pour plus de détails, voir Fiche technique et Distribution.
Inferno (Pilgrim) est un film canadien de Harley Cokeliss sorti en 2000.

## Synopsis
Souffrant d'amnésie, un homme se réveille en plein désert et découvre qu'il est pourchassé par des bandits.

## Fiche technique
Sauf indication contraire, les informations mentionnées dans cette section peuvent être confirmées par la base de données cinématographiques IMDb,  présente dans la section « Liens externes ».
- Titre original : Pilgrim
- Titre français : Inferno
- Réalisation : Harley Cokeliss
- Scénario : Harley Cokeliss et Peter Milligan
- Photographie : Stephen McNutt
- Montage : Michael Bradsell
- Musique : Fred Mollin
- Production : Harley Cokeliss, Michael Cowan, Gary Howsam et Jason Piette
- Sociétés de production : Barzo Productions, GFT Entertainment, Milagro Films et Spice Factory
- Sociétés de distribution : Trimark Pictures
- Pays d'origine : Canada
- Format : Couleurs - 1,85:1 - Dolby - 35 mm
- Genre : Thriller
- Durée : 96 minutes
- Dates de sortie[1] :
  - États-Unis : 31 mars 2000

## Distribution
- Ray Liotta (VF : Emmanuel Jacomy) : Jack
- Gloria Reuben : Vicky
- Armin Mueller-Stahl : Mac
- Daniel Kash : Hogan
- Lisa Owen : Heidi
- Phillip Jarrett : Richards
- Patricio Castillo : l'homme fastidieux
- Rene Pereia : le policier
- Angelina Peláez : la femme de ménage
- Julian Bucio : Rafa (en Julian Busio)
- Álvaro Carcaño : Jaime
- Farnesio de Bernal : Lopez
- Martin LaSalle : Doc Anderson
- Rudy Miller : l'homme d'âge moyen
- Harry Porter : Stubbs
- Robert Reece : Kane
- Guillermo Ríos : Sanchez
- Julian Sedgwick : Joel
- Jorge Zepeda : Hughes